# 回歸紀念園

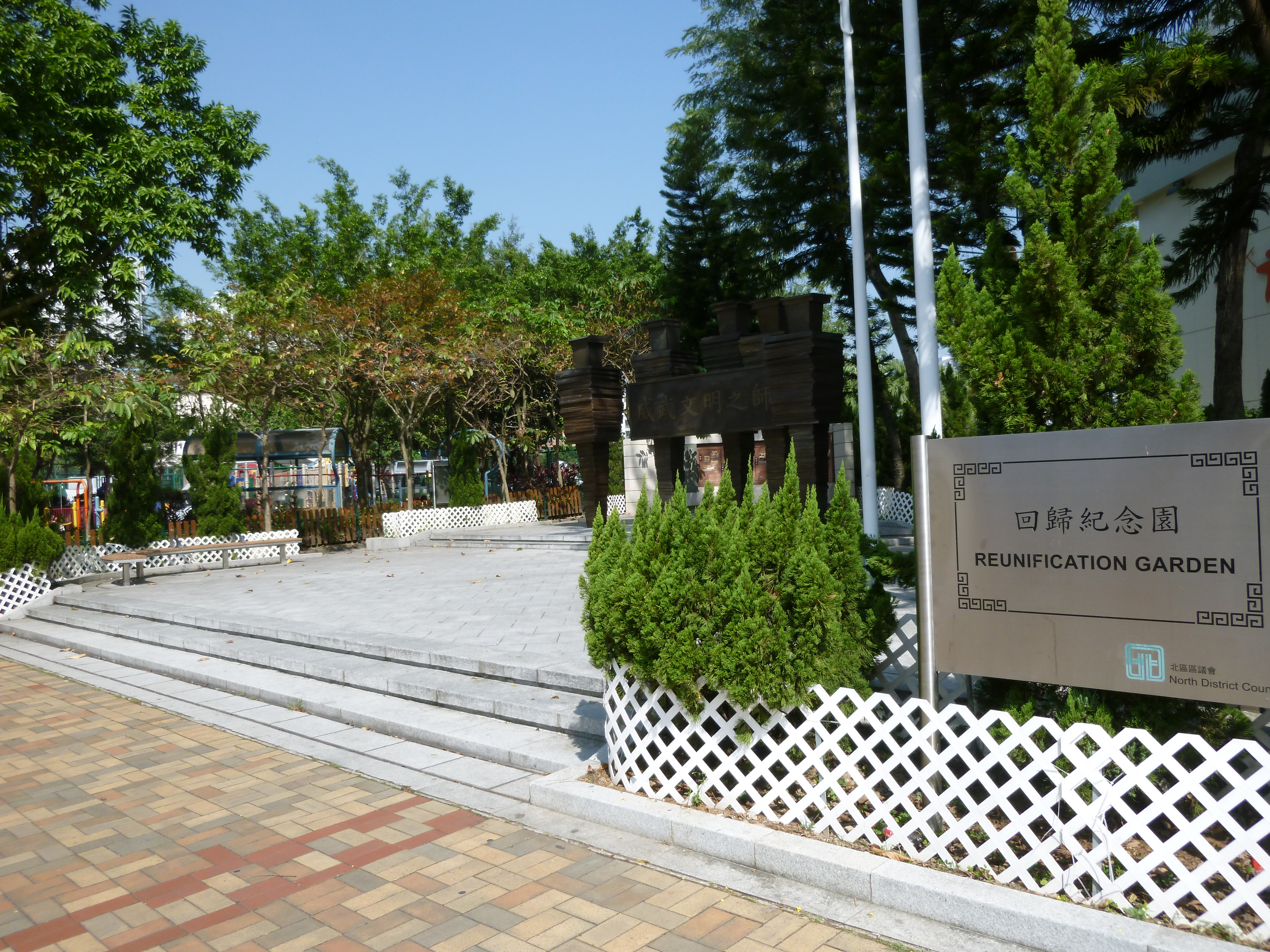
回歸紀念園

回歸紀念園（英語：Reunification Garden）是香港一座紀念花園，位於新界北區上水馬會道近龍琛路體育館，於2009年10月4日由時任民政事務局局長曾德成揭幕，以紀念1997年7月1日香港回歸當日中國人民解放軍駐香港部隊途經馬會道進駐香港的時刻。紀念物件包括一塊刻有「威武文明之師」的牌匾、解放軍軍人雕塑銅像以及新界各區慶祝香港回歸活動的資料及照片。